# Alexandre Sparynsky
 (mars 2017).
Si vous disposez d'ouvrages ou d'articles de référence ou si vous connaissez des sites web de qualité traitant du thème abordé ici, merci de compléter l'article en donnant les références utiles à sa vérifiabilité et en les liant à la section « Notes et références ».
Alexandre Sparynsky (en russe : Алекса́ндр Ио́сифович Спари́нский, en ukrainien : Олекса́ндр Йо́сипович Спари́нський), né le 22 février 1954 à Loutsk (oblast de Volhynie), est un compositeur, régisseur et producteur de musique ukrainien. 
Il est membre de l’Association ukrainienne des cinématographes.

## Biographie
Alexandre Sparynsky reçoit son premier cours de musique à l’âge de 5 ans. Il apprend le piano à l’école de musique de Kiev de 1961 à 1967 (section enfants), puis suit les cours du soir de la même école de 1967 à 1970 pour enfin étudier à l’institut pédagogique de Kiev (faculté de musique) de 1971 à 1975. Il commence sa carrière de compositeur en 1979 avec son premier morceau pour enfants, Peace.
De 1975 à 1979, il est à la tête de plusieurs groupes de musique de l’ensemble Ukr-Concert. Il joue ainsi du piano, synthé, guitare, basse et de la contrebasse à travers toute la région de l’ancienne Union soviétique.

## Travaux majeurs
De 1979 à 2016, il crée 198 morceaux folk, pop, de variété et de chansons pour enfants. Il compose aussi des pièces instrumentales (dans des registres différents comme l’électronique, le jazz ou encore le folk) ; près de 100 jingles pour la radio nationale et la publicité ; des compositions pour chorale, a cappella et accompagnements ; des oratorios comme On Earth A Big Family We Are et St. Michaels Blessing, et la musique de 52 performances théâtrales, 36 films (d’animation, documentaires, d’action), 9 comédies musicales pour enfants, 1 opérette et 1 opéra folk.
Ses morceaux sont interprétés par des stars de la pop ukrainienne et russe comme Vakhtang Kikabidze, Natalia Rozhkova, Natasha Koroleva, Ani Lorak, Victor Shportko, Vitaly Bilonozhko, Vladimir Udovichenko, Alexander Vasilenko, ou des artistes folk comme Nina Matviyenko, l’ensemble Veseli Muzyky, le groupe national ukrainien Banduras Capella, le Chœur national de Kiev, la chorale masculine Revutsky et bien d’autres.
Ses œuvres musicales de musiques du monde Spring Singers, Rejoice! et Midsummer Night Magic sont le fruit de son exploration non seulement de l’histoire et des traditions des anciennes fêtes païennes mais aussi du monde moderne. Il intègre ainsi dans son travail l’authentique folklore du pays ainsi que la musique, la dance, les chansons, les rites de la tradition ukrainienne en les combinant avec de l’improvisation. Il compose ainsi des morceaux novateurs où se ressent l’influence du jazz, de l’électro, du funk et de la musique folk. Il s’applique aussi à la promotion de la musique ukrainienne à l’étranger, comme le prouvent ses relations et travaux en Angleterre, France, Belgique, Australie, Pays-Bas, Irlande, Allemagne, Hong Kong ou Chine.

## Réalisateur
De 1995 à 2013, il est le responsable artistique du centre de festivals, événements et concerts « Kobzar » où il travaille en tant que compositeur, éditeur musical et superviseur.
Il compose la bande son originale pour de nombreux événements nationaux, comme les Journées de l’Indépendance en 1995 et 1996, les Jours de Victoire de 1996 et 1997, ainsi que le Art Show Festival de Kiev (2000 et 2004) et de l’oblast de Ternopil (1999).
Il crée des événements pour Coca-Cola, Herbalife, Computerland, Tianshi et autres, et participe à l’organisation de fêtes nationales, des « Kiev Days » (1995-2000) et des fêtes des villes de Slavutych et Khartzisk (1994, 1998). Enfin, il participe à la création de concerts et spectacles pour enfants pour le Nouvel An et Noël (1996-2005).

## Musicologue
- 1996 : Discussions about the Ukrainian Music, Adelaide, Melbourne, Sydney (Australie)
- 1994 et 1991 : Ukraine and Music, Londres, Nottingham, Manchester, Bradford, Keethly (Grande-Bretagne)
- 1991, 1994 et 2002 : Art to the Children, écoles de Manchester, Bradford et Londres (Grande-Bretagne)
- 1984 et 1995 : Variety – It is Music!, Children's Philharmonic (Ukraine)
- 1983–2013 : journaliste indépendant, critique artistique, auteur de 124 articles, programmes radio et télévisés consacrés à la musique, aux musiciens et à la culture.
- Articles publiés dans Central European, Ukrainian Business  Review (Grande-Bretagne), The Free Thought (Australie), La Parole ukrainienne (France) ; Music (1983) ; Vsesvit, Ranok, Halas, Molod Ukrainy, KZ (ancienne URSS et Ukraine) ; Rakursy (1988), Music Club (1985, 1986).
- Programmes radio pour Culture (chaîne télévisée et chaîne radio nationale ukrainienne, 2005-2016) ; ВВС Ukrainian Service (1993-2005) ; Music Radio, Kiev (1999) ; SBS (radio australienne, 1997) ; Sunset Radio, Manchester (1992-1995) ; BBC Russian Service (1990-1993) ; Comité national ukrainien (responsable de la diffusion radio et télévisée, 1982-1990).